# Bolchaïa Ipelka
 (octobre 2015).
Le Bolchaïa Ipelka ou le Grand Ipelka est un volcan bouclier de Russie situé dans la péninsule de Kamtchatka. Il s'élève à 1 140 mètres d'altitude. Il est situé à proximité du stratovolcan Opala (en).